# Jan Schaffrath
Jan Schaffrath (Berlijn, 17 september 1971) is een voormalig Duits wielrenner.
Zijn bijnaam in het peloton luidde Schaffi. Hij is nu ploegleider bij de Belgische ploeg Omega Pharma-Quickstep.

## Palmares
1994
- Wereldkampioen op de weg, Militairen

1996
- Wereldkampioen op de weg, Militairen
- Ronde van Neurenberg

1999
- Rund um Rügen
- 38e - Omloop Het Volk, Lokeren (klassieker)

## Resultaten in voornaamste wedstrijden
| Jaar | Ronde van Italië | Ronde van Frankrijk | Ronde van Spanje |
| ---- | ---------------- | ------------------- | ---------------- |
| 1998 |                  |                     | opgave           |
| 1999 |                  | 136e                |                  |
| 2000 |                  |                     |                  |
| 2001 |                  |                     | 113e             |
| 2002 | 122e             |                     | 89e              |
| 2003 |                  |                     | opgave           |
| 2004 |                  |                     |                  |
| 2005 | 56e              |                     |                  |

| Jaar | Milaan-San Remo | Gent-Wevelgem | Ronde van Vlaanderen | Parijs-Roubaix | Ronde van Lombardije | Parijs-Tours |  | WK op de weg |
| ---- | --------------- | ------------- | -------------------- | -------------- | -------------------- | ------------ |  | ------------ |
| 1998 |                 | 31e           |                      | 23e            |                      | 138e         |  |              |
| 1999 |                 | 96e           |                      |                |                      |              |  |              |
| 2000 | 124e            | 37e           | 62e                  |                | 50e                  | 62e          |  | 89e          |
| 2001 | 81e             | 55e           |                      |                |                      | 141e         |  |              |
| 2002 | 141e            |               |                      |                |                      | 79e          |  | 122e         |
| 2003 | 70e             |               | 57e                  | 51e            |                      |              |  |              |
| 2004 |                 |               | 45e                  | 27e            |                      |              |  |              |
| 2005 |                 |               |                      |                |                      |              |  |              |